# Leó Kóber
Dans le nom hongrois Kóber Leó, le nom de famille précède le prénom, mais cet article utilise l’ordre habituel en français Leó Kóber, où le prénom précède le nom.
Leó Kóber (dit parfois Leopold Kober), né le 24 septembre 1876 à Brünn (margraviat de Moravie) et mort le 17 septembre 1931 à Larchmont (New York) (États-Unis), est un artiste peintre, dessinateur et caricaturiste hongrois.

## Biographie
Kóber naît à Brno de parents hongrois et vit en Hongrie dès son enfance. Il étudie le dessin et la peinture à l'Académie des beaux-arts de Vienne de 1893 à 1896, puis la peinture auprès de Gabriel von Hackl à l'Académie de Munich, où il poursuit ses études jusqu'en 1899. C'est à Munich que sont publiés ses premiers dessins. Il fréquente en même temps l'école de Simon Hollósy, qui est également active à la colonie de peintres de Nagybánya dont l'exposition annuelle présente cinq de ses œuvres en 1898. En 1899 il participe à l'exposition d'hiver des jeunes peintres au 
Salon National de Budapest (hu) (Nemzeti Szalon).
Il s'installe à Paris avant 1900 et y dessine des scènes de genre, des caricatures et des affiches, publiant régulièrement dans Le Rire et L'Assiette au beurre. Puis à partir de 1906 il vit à Vienne et à Budapest, et publie ses caricatures dans l'hebdomadaire satirique viennois Die Muskete et dans les publications satiriques hongroises (Üstökös, Borsszem Jankó, Kakas Márton, Fidibusz). À la galerie Könyves Kálmán à Budapest, il organise en 1907 sa première exposition indépendante où il présente, outre de nombreuses affiches publicitaires, des scènes de la rue parisienne ou des loisirs de la haute société, puis une seconde en 1911, et enfin en 1916 une autre intitulée « Notes et remarques sur la guerre » (Jegyzetek és megjegyzések a háborúról). À la suite de cette dernière exposition, il reçoit plusieurs commandes du Bureau d'assistance aux armées (Hadsegélyző Hivatal) pour des séries de dessins de dirigeants civils et militaires et de scènes de la vie des soldats, et notamment en 1917 les cartes à jouer « d'assistance aux armées » (hadsegélyző kártya) au profit des veuves et orphelins de guerre, qui étaient conservées précieusement par les soldats et leurs familles. En novembre 1918, ces cartes sont rééditées en s'adaptant aux circonstances, sans le nom des chefs militaires et avec au verso l'inscription « Vive la République ».
Kóber émigre en 1921 aux États-Unis, où il est illustrateur pour le New York World et le New York Times. Il gagne bien sa vie, mais dit en 1925 regretter que « l'art en Amérique ne soit que du business ». À cette époque, il illustre également le recueil de poèmes de Walter Hart Blumenthal Winepress: a vintage of verse, et dessine un recueil de portraits authentiques des présidents américains,, incluant un portrait d'Abraham Lincoln basé sur la même photographie par Mathew Brady que le billet de 5 dollars en vigueur de 1928 à 1995. Il meurt d'un cancer intestinal en 1931 dans un hôpital de New York.

## Galerie photographique

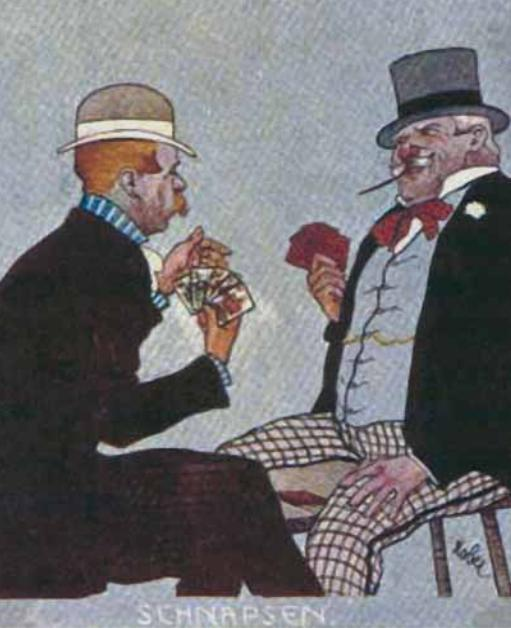
Carte postale « Le schnapsen » par Kóber (entre 1898 et 1903)
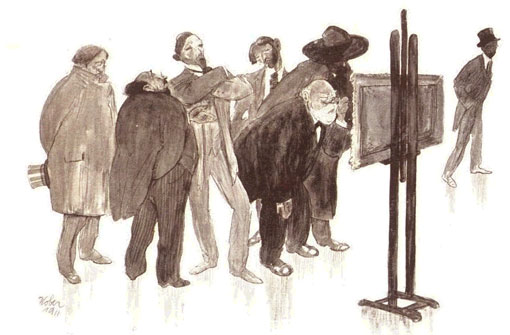
« La critique d'art » (A kritika), 1911